# Маргарет Фуллер
Сара Маргарет Фуллер Оссолі, відома як Маргарет Фуллер (англ. Sarah Margaret Fuller Ossoli; 23 травня 1810 — 19 липня 1850) — американська феміністка, журналістка, письменниця, критик, яскрава представниця американського трансценденталізму. Її книга «Жінка в XIX столітті» (англ. Woman in the Nineteenth Century) вважається першим значним твором про фемінізм у США.

## Життєпис
Сара Маргарет Фуллер народилася в Кембриджі (Массачусетс). Основи її освіти заклав ще в ранньому дитинстві батько, Тімоті Фуллер. Пізніше отримала формальну шкільну освіту і стала вчителькою. До 1839 року Фуллер стала помічати, що жінкам не вистачає можливості здобути вищу освіту, і вони намагаються компенсувати це «розмовами».
Вона стала першою редакторкою трансценденталістського видання The Dial в 1840 році, а потім перейшла в редакційний колектив New York Tribune під керівництвом Хораса Грилі в 1844 році. До тридцяти років Фуллер мала репутацію найначитанішої людини в Новій Англії, а також була першою жінкою, яка отримала доступ до бібліотеки Гарвардського коледжу. Її історична праця «Жінка XIX століття» була опублікована в 1845 році. Роком пізніше редакція Tribune направила Фуллер до Європи як свою першу кореспондентку-жінку. Фуллер захопилася ідеями італійської революції і зблизилася з Джузеппе Мадзіні.
Мала стосунки з Джованні Оссола, від якого народила сина Анджело. Всі троє загинули під час аварії корабля недалеко від узбережжя США (біля берегів Файр-Айленд), коли поверталися до США у 1850 році. Тіло Маргарет Фуллер так і не було знайдено.

## Діяльність
Фуллер відстоювала права жінок, зокрема право на освіту і право на роботу. Вона стала ідейною натхненницею багатьох інших реформ в суспільстві, зокрема тюремної реформи, звільнення з рабства в США. Багато інших борчинь(-ів) за права жінок і феміністок, зокрема Сьюзен Ентоні, вважали Маргарет Фуллер джерелом свого натхнення.
Сучасники, однак, не підтримували її революційних ідей, серед них — колишня подруга Фуллер, Гаррієт Мартіно. Незабаром після смерті Фуллер багато з її ще неопублікованих робіт зазнали скорочень та перероблень редакторами, що не бачили перспектив продажу її творів.
Товаришувала з американською поетесою Сарою Хелен Вітмен і письменницею Елізабет Еллет. Всі три жінки зіграли непросту роль в житті Едгара Аллана По.
«Людство ділиться на чоловіків, жінок і Маргарет Фуллер»

## Примітка
1. 1 2  Bibliothèque nationale de France BNF: платформа відкритих даних — 2011.
2. 1 2  Encyclopædia Britannica
3. 1 2  Blain V., Grundy I., Clements P. The Feminist Companion to Literature in English: Women Writers from the Middle Ages to the Present — 1990. — P. 402.
4. ↑  https://en.wikisource.org/wiki/Woman_of_the_Century/Sarah_Margaret_Fuller_Ossoli
5. ↑  LIBRIS — Королівська бібліотека Швеції, 2012.
6. 1 2  https://archive.org/details/literarylandmark00swi/page/36/mode/2up
7. ↑  Swartz A. Open Library — 2007.
8. 1 2 3 4 5 6 7  Kindred Britain